# شارل-ماري دينيس دامريمون
شارل-ماري دينيس دامريمون (بالفرنسية: Charles-Marie Denys de Damrémont)‏ جنرال فرنسي، ولد في 8 فبراير 1783م بشومان (المارن العليا فرنسا) وتوفي في 21 أكتوبر 1837م أثناء حصار مدينة قسنطينة.
انطلق سنة 1830 في حملة أفريقيا قائدا لفرقة المدفعية.
عين في 12 فبراير 1837 حاكما عاما للمكتسبات الفرنسية بشمال أفريقيا.
قام بتنظيم حملة على منطقة «الثنية» في شرق سهل متيجة أين نشبت معركة الثنية ابتداء من تاريخ 17 ماي 1837م بقيادة العقيد ماكسيميليان جوزيف شوينبيرغ.
في 1 أكتوبر 1837م انطلقت الحملة الثانية لقسنطينة. وصل الجيش إلى المدينة في سادس ليتم حصارها حتى فتحت ثغرة في 11 من الشهر تم استغلالها لشن هجوم في 13 من الشهر. أثناء الهجوم تلقى دامريمونت حتفه بقذيفة عندما كان يزور الثغرة.